# Dendrobium brachypus
Dendrobium brachypus là một loài thực vật có hoa trong họ Lan. Loài này được (Endl.) Rchb.f. mô tả khoa học đầu tiên năm 1876.